# Katharina Adler (Publizistin)
Katharina Adler, geborene Krieg (* 13. November 1919 in Waldsee; † 12. Februar 2010 in Grünenbach) war eine deutsche Journalistin und Publizistin.

## Leben
Katharina Krieg studierte Literaturwissenschaften und Geschichtswissenschaften in Straßburg, Heidelberg und Göttingen. Anschließend arbeitete sie als Lektorin in Tübingen, bevor sie mit ihrem Ehemann, dem Schriftsteller Peter Adler, den sie 1947 geheiratet hatte, nach Grünenbach im Allgäu zog, wo sie bis zu ihrem Tod lebte. Ihre Tochter Armgart erhielt den Vornamen nach Peter Adlers Mutter. Katharina Adler arbeitete für Zeitung und Rundfunk als Journalistin, wobei sie sich verstärkt mit Leben im Allgäu befasste. Sie veröffentlichte mit Das Allgäu (bei Isny) (1981), Bilder vom Allgäu (1983) und Lebenslandschaft: Mitteilungen aus dem Allgäu (1985) drei Bücher über das Thema. Sie engagierte sich in den 1970er Jahren politischen zum Erhalt der Allgäuer Landschaft und war im Literarischen Forum Oberschwaben aktiv. So half sie unter anderem dabei, mit der Autobahn Lindau-Kempten und der Großkiesgrube im Naturschutzgebiet Eistobel zwei Großprojekte zu verhindern.

## Werke
- Das Allgäu (bei Isny). 1981
- Bilder vom Allgäu. 1983
- Lebenslandschaft: Mitteilungen aus dem Allgäu. 1985